# Lombard (Jura)
Lombard é uma comuna francesa na região administrativa de Borgonha-Franco-Condado, no departamento de Jura. Estende-se por uma área de 5,41 km². Em 2010 a comuna tinha 218 habitantes (densidade: 40,3 hab./km²).